# Trầu bà vàng
Trầu bà vàng cũng có tên là vạn niên thanh hay trầu bà (tên khoa học: Epipremnum aureum) là một loài thực vật có hoa trong họ Ráy (Araceae). Loài này được Édouard-François André công bố mô tả khoa học đầu tiên năm 1880 dựa theo mô tả trước đó của  Jean Jules Linden, tại trang 69 tập 27 sách L'Illustration Horticole dưới danh pháp Pothos aureus. Năm 1963, George Sydney Bunting chuyển nó sang chi Epipremnum.
Bản địa nguyên thủy của cây này là đảo Mo'orea thuộc quần đảo Société ở Nam Thái Bình Dương, sau được du nhập và trồng ở nhiều nơi trong khu vực ôn đới và nhiệt đới. Ở vùng ôn đới cây này được chuộng là một loại cây kiểng trồng trong nhà. Tuy nhiên ở vùng nhiệt đới cây vạn niên thanh cũng mọc hoang, có khi gây thiệt hại môi sinh.

## Văn chương
Nhà văn Phùng Quán có làm bài thơ về loài thực vật này:
Vạn niên thanh ơi, cây vạn niên thanh
Cả một đời tôi chỉ khiếp phục anh
Anh xơi độc khí trời, anh xơi độc nước lã
Anh vẫn tràn trề sức lực tươi xanh
Vẫn tặng cho đời được chất thơ của sắc lá
Vạn niên thanh ơi, cây vạn niên thanh
Cả một đời tôi chỉ khiếp phục anh.